# Diarthrodes glaber
Diarthrodes glaber är en kräftdjursart som beskrevs av Wells 1967. Diarthrodes glaber ingår i släktet Diarthrodes och familjen Thalestridae. Inga underarter finns listade i Catalogue of Life.